# ديزموند أرمسترونغ
ديزموند أرمسترونغ (بالإنجليزية: Desmond Armstrong)‏ (2 نوفمبر 1964 في الولايات المتحدة - ) هو مدرب كرة قدم ومعلق رياضي ولاعب كرة قدم أمريكي في مركز الدفاع، شارك في كأس العالم 1990 والألعاب الأولمبية الصيفية 1988. وشارك مع منتخب الولايات المتحدة لكرة القدم. أما مع النوادي، فقد لعب مع نادي سانتوس وCharlotte Eagles ‏ وMaryland Bays ‏ وبالتيمور بلاست ‏ وكليفلاند فورس ‏ وWashington Warthogs ‏.

## وصلات خارجية
- ديزموند أرمسترونغ على موقع الاتحاد الدولي (مؤرشف)  (الإنجليزية)
- ديزموند أرمسترونغ على موقع قاعدة بيانات كرة القدم.إي يو (الإنجليزية)
- ديزموند أرمسترونغ على موقع ناشيونال فوتبول تيمز (الإنجليزية)
- ديزموند أرمسترونغ على موقع Soccerway.com (الإنجليزية)
- ديزموند أرمسترونغ على موقع عالم كرة القدم.نت (الإنجليزية)
- ديزموند أرمسترونغ على موقع أوليمبيديا (الإنجليزية)